# ラドサヴ・ペトロヴィッチ
ラドサヴ・ペトロヴィッチ（セルビア語: Радосав Петровић、英語: Radosav Petrović、1989年3月8日 - ）は、ユーゴスラビア（現・セルビア）出身のサッカー選手。カザフスタン・プレミアリーグ・FCオルダバス所属。元セルビア代表。ポジションはMF。

## 経歴

### クラブ
2006年にセルビアのFKイェディンストヴォ・ウブでキャリアをスタートさせた。2007年にFKラドニチュキ・オブレノヴァツへ移籍した。2008年6月20日、パルチザン・ベオグラードに5年契約で移籍した。
2019年8月19日、UDアルメリアと3年契約を結んだ。
2021年8月10日、2年契約でレアル・サラゴサに移籍した。

### 代表
セルビア代表としてUEFA U-21欧州選手権2009に出場し、2009年8月12日には、A代表として南アフリカ共和国代表戦で代表初キャップを記録。2010 FIFAワールドカップメンバーにも選出された。

## 代表歴

### 出場大会
- セルビア代表
  - 2010 FIFAワールドカップ

### 試合数
- 国際Aマッチ 44試合 2得点（2009年-2015年）[1]

| セルビア代表 | 国際Aマッチ | 国際Aマッチ |
| 年           | 出場        | 得点        |
| ------------ | ----------- | ----------- |
| 2009         | 4           | 0           |
| 2010         | 9           | 0           |
| 2011         | 12          | 1           |
| 2012         | 3           | 0           |
| 2013         | 9           | 0           |
| 2014         | 3           | 1           |
| 2015         | 4           | 0           |
| 通算         | 44          | 2           |

## タイトル

### クラブ
パルチザン・ベオグラード
- セルビア・スーペルリーガ 2008-09, 2009-10, 2010-11
- セルビア・カップ 2010-11

FCディナモ・キエフ
- ウクライナ・プレミアリーグ 2015-16

スポルティング・クルーベ・デ・ポルトゥガル
- タッサ・ダ・リーガ 2017-18, 2018-19
- タッサ・デ・ポルトガル 2018-19